# Zoravar Andranik (metrostation)
Zoravar Andranik (Generaal Andranik) (Armeens: Զորավար Անդրանիկ) is een metrostation in de Armeense hoofdstad Jerevan. De oorspronkelijke naam Hoktemberian werd in 1991 gewijzigd in de huidige naam ter nagedachtenis van de Armeense nationale held generaal Andranik (1865-1927).
Het ondergronds metrostation was een van de laatste metrostations op Lijn 1 van de metro van Jerevan. De bouw van de metrolijn werd gestart in 1972 en het eerste segment van 7,6 kilometer werd geopend op 7 maart 1981. Het metrostation Hoktemberian werd op dit segment gebouwd in 1987 en geopend op 6 december 1989. Het was het laatste station dat in het Sovettijdperk geopend werd.
Het metrostation ligt op het kruispunt van de Movses Khorenatsistraat en de Tigran Mets Avenue.

## Fotogalerij

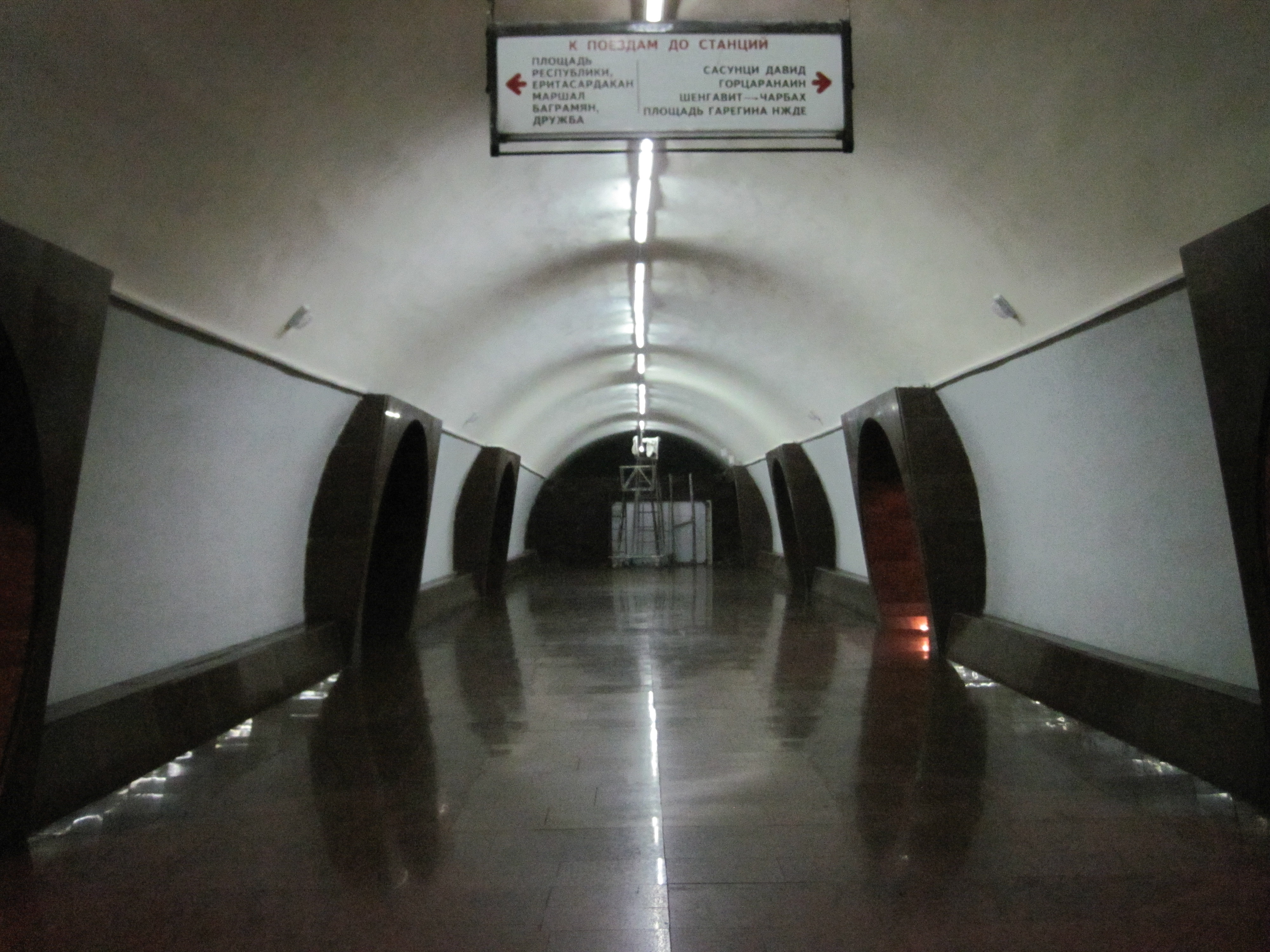
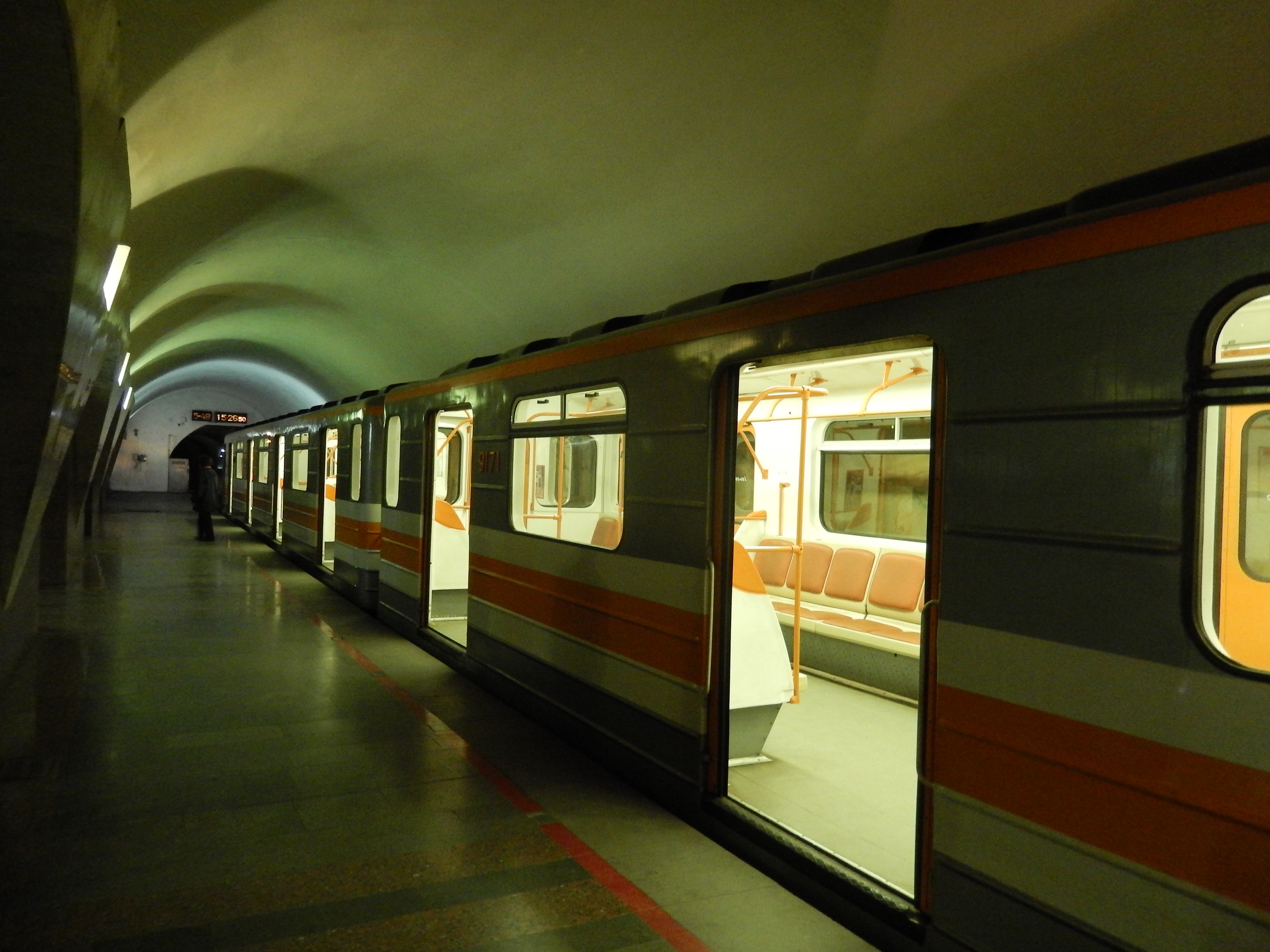